# 比朗-昂南
比朗-昂南是瑞士的城鎮，位於該國西部，由弗里堡州負責管轄，面積4.87平方公里，海拔高度738米，2011年人口665，八成人口信奉羅馬天主教，人口密度每平方公里137人。

## 外部連結
- Official website （页面存档备份，存于） （法文）